# Shō Takada
Shō Takada (高田 翔?, Takada Shō; Tokyo, 14 settembre 1993) è un attore e cantante giapponese.
Fa parte della Johnny & Associates, da cui è stato scoperto nel 2004 e successivamente lanciato nel mondo dello spettacolo e musicale: partecipa anche a programmi e show d'intrattenimento sia televisivi che radiofonici, oltre ad aver interpretato il musical teatrale dedicato a Il re leone.

## Filmografia
- 2006: Keijiro Engawa Nikki 3 (NHK)
- 2008: Battery - Nagakura Go (NHK)
- 2008: Honto ni Atta Kowai Hanashi Haioku no Rasen (Fuji TV)
- 2012: Great Teacher Onizuka  (Fuji TV)

| Controllo di autorità | VIAF (EN) 5101151002115030280001 · LCCN (EN) no2017141090 |